# Ласаро-Карденас (Меоки, Чиуауа)
Ласаро-Карденас (исп. Lázaro Cárdenas) — посёлок в Мексике, штат Чиуауа, входит в состав муниципалитета Меоки. Численность населения, по данным переписи 2010 года, составила 8704 человека.

## История
Поселение было основано как сельская община 3 декабря 1934 года по указу президента Ласаро Карденаса. 362 ветерана мексиканской революции вместе с семьями получили около 5000 га, и начали возводить здесь колонию, которую назвали в честь президента.